# Sphenometopa matsumurai
Sphenometopa matsumurai är en tvåvingeart som beskrevs av Boris Borisovitsch Rohdendorf 1967. Sphenometopa matsumurai ingår i släktet Sphenometopa och familjen köttflugor. Inga underarter finns listade i Catalogue of Life.